# Tommy Oliver
Thomas "Tommy" Oliver es un personaje de ficción del universo de la franquicia de la serie de televisión estadounidense de género tokusatsu Power Rangers. Es un personaje principal en la temporada Mighty Morphin Power Rangers, así como en cuatro temporadas posteriores, Mighty Morphin Alien Rangers, Power Rangers Zeo, Power Rangers Turbo y Power Rangers Dino Thunder (donde regresa como mentor y un ranger veterano).
También apareció en el especial Forever Red de Power Rangers Wild Force, en el episodio Wormhole de Power Rangers S.P.D., en el episodio Legendary Battle de Power Rangers Super Megaforce, y en el episodio Dimensions in Danger de Power Rangers Super Ninja Steel. En la mayoría de estas apariciones, fue interpretado por el actor Jason David Frank, salvo en el episodio Wormhole, en el que apareció únicamente en forma de Ranger doblado por Jeffrey Parazzo. También le interpretó el actor Michael R. Gotto en las ocasiones en que aparecía de niño, como en Mighty Morphin Alien Rangers. Como Power Ranger veterano, Tommy es considerado una leyenda dentro de la comunidad fan de la serie, que le considera uno de los mejores Power Rangers de todos los tiempos, al haber asumido la identidad de seis Rangers distintos: el Green Ranger, el White Ranger, el White Ninja Ranger, el Zeo Ranger V-Red, el Red Turbo Ranger, y el Black Dino Thunder Ranger; y al haber formado parte de cuatro equipos de Rangers a lo largo de los años. Además, Tommy es un experto en artes marciales. Durante la primera temporada de Mighty Morphin Power Rangers, tiene el tercer grado de cinturón negro en karate. Para Power Rangers Dino Thunder, ya cinturón negro de sexto grado.
Jason Frank expresó que tenía planes de hacer una película dedicada a Tommy como el Green Ranger, dirigida a un público adulto.

## Historia del personaje en la ficción

### Mighty Morphin Power Rangers

#### Green Ranger
Tommy Oliver aparece por primera vez en un serial de cinco episodios dentro de Mighty Morphin Power Rangers titulado Green with Evil, como un nuevo estudiante de Angel Grove. A diferencia de los otros Rangers, su traje incluye una coraza y dos brazaletes dorados. Después de enfrentarse en un combate contra Jason Lee Scott (el Red Ranger) en un torneo de artes marciales, se fijan en él tanto Kimberly (la Pink Ranger), como la villana Rita Repulsa. Rita decide hechizar a Tommy para transformarle en su leal sirviente, entregándole la moneda del dragón para que se transforme en el Green Ranger. Su escudo le hace más fuerte que los otros Rangers, y está armado con la Daga Dragón y la Espada de la Oscuridad. Rita le ordena que destruya a los Rangers y a su mentor Zordon para que ella pueda conquistar la Tierra sin oposición.
Tommy tiene éxito en su misión, librándose de Zordon, destruyendo el Centro de Mando de los Rangers, e infectando al robot Alpha 5 con un virus informático, dejando a los Rangers indefensos contra sus ataques, pero todavía con posibilidades de enfrentarse a él con el Megazord. Los Rangers acabarán descubriendo la identidad de su enemigo, momento en el cual Este invoca por primera vez al Dragonzord usando la Daga Dragón para atacar la ciudad. Zordon es finalmente revivido, y revela a los Rangers que para librar a Tommy del hechizo, deben destruir su Espada de la Oscuridad. Jason y Tommy se enfrentarán en un combate singular que ganará el Red Ranger, destruyendo la espada y liberando a Tommy, que se une al equipo.
Mientras está en el grupo, Tommy se da cuenta de que Kimberly siente algo por él, y él también empieza a corresponderla, iniciando una relación. Sin embargo, Rita se venga de Tommy utilizando una vela verde encantada para robarle los poderes. A pesar de que Jason intenta hasta el último segundo hacerse con la vela para romper el hechizo, no logra hacerlo a tiempo y la vela se consume. Tommy se ve obligado a entregarle su moneda y sus poderes a Jason para que Rita no se haga con ellos, y decide marcharse.
Cuando Rita secuestra a todos los padres de los estudiantes de Angel Grove, los Rangers se ven obligados a pagar su rescate con sus Power Monedas, perdiendo así sus poderes. Cuando descubren que les han engañado, y que además mediante encantamientos Rita se ha hecho con la Daga Dragon, Jason recuerda que aún les queda la Power Moneda de Tommy. Así, el grupo trae de vuelta a Tommy, y con ayuda de la propia fuerza vital de Zordon, Tommy consigue volver a transformarse y recuperar las monedas y la daga. Sin embargo, sus poderes ahora son inestables, y requiere recargas periódicas y constantes de Zordon para poder mantenerse en batalla.
Con la llegada del diabólico Lord Zedd en la segunda temporada, los otros Rangers reciben nuevos Thunderzords para luchar contra sus monstruos más poderosos, pero como los poderes de Tommy son muy débiles, el Dragonzord no puede adquirir ninguna forma nueva. Sabiendo esto, Lord Zedd envía varios monstruos absorbedores de energía para robar los poderes del Green Ranger hasta un punto en el que Zordon ya no puede darle más energía, y Tommy acaba perdiendo sus poderes de Green Ranger una vez más, esta vez de forma definitiva.

#### White Ranger
Durante un ataque, los Rangers descubren que Zordon y Alpha 5 han desaparecido, y con ellos la mayor parte de la energía del Centro de Mando. Investigando, acabarán descubriendo que en una cámara secreta están fabricando un nuevo Ranger, el White Ranger. La idea de un extraño en el equipo no les hace ninguna gracia, hasta que descubren, cuando Zordon y Alpha 5 regresan y les llaman, que se trata de Tommy, con nuevos poderes permanentes que no pueden ser robados por las fuerzas del mal. Como White Ranger, tiene como arma al sable parlante Saba, y controla el nuevo Tigrezord. Su vestuario, de decoración muy diferente a la de sus compañeros, incluye una coraza de color negro. Zordon nombra al White Ranger como nuevo líder del equipo, en sustitución del Red Ranger.
En la tercera temporada, el hermano de Rita, Rito Revolto, vuelve a la Tierra y, aprovechando una avería en el Centro de Mando, destruye los Zords y las monedas de los Rangers. El grupo buscará al creador original de las monedas, Ninjor, quién les entrega nuevas Power Monedas Ninja. Tommy, como White Ninja Ranger, recibe el nuevo Falconzord. Más tarde, Tommy conocerá a Kat, una muchacha australiana que ha sido hechizada por Rita para que le sirva. Kat roba los poderes de Kimberly y el Falconzord. Cuando Kimberly es secuestrada por Kat y Goldar, los Rangers se ven obligado a utilizar los nuevos Shogunzords para destruir la Tierra, o de lo contrario Zedd matará a Kimberly. A la vez que Billy logra hacerse con el control de los Shogunzords, Tommy salva a Kimberly tras vencer en combate singular al propio Lord Zedd. Más tarde, Kat se librará del hechizo, y cuando Kimberly decide abandonar Angel Grove para entrenarse como gimnasta, ella le entrega sus poderes a Kat. Tommy sigue manteniendo la relación con Kimberly a distancia, y pilota el Shogunzord Blanco junto a Kat hasta que recuperan el Falconzord.
Más tarde, Tommy recibirá la tarea de recuperar el Cristal Zeo de unas cuevas debajo del palacio de Rita y Zedd para evitar que el mal se haga con su poder. Tommy logra llegar hasta la cueva, y aunque el campo de fuerza que lo protege le hace daño, ya que solo alguien puro de corazón podía cruzarlo, y Tommy tenía su pasado oscuro como Green Ranger, logra hacerse con el cristal y llevárselo. Utilizando a Saba, Tommy cortará el cristal en cinco trozos que serán dispersados por el tiempo y el espacio para que nunca puedan encontrarlo.

### Mighty Morphin Alien Rangers y Power Rangers Zeo
Los villanos mediante un hechizo hacen que el mundo vuelva atrás en el tiempo. Los Rangers se convierten en niños, pero conservan sus recuerdos gracias a las Power Monedas. Zordon invoca a unos Rangers extraterrestres del planeta Aquitar para que protejan la Tierra. Billy crea un dispositivo que logra hacerle adulto de nuevo usando el poder de las seis monedas. Sin embargo, antes de que pueda usarlo con sus compañeros, roban la máquina, y Rita y Zedd destruyen las monedas, y con ellas los poderes de los Rangers para siempre. Los cinco niños que quedan deberán viajar en el tiempo para buscar los trozos del cristal Zeo, que es lo único que puede romper el hechizo y devolver el mundo a la normalidad. Tommy viajará a la época de los nativos americanos. Allí conocerá a un nativo que le pondrá a prueba para encontrar su cristal. Acaba encontrándolo, y antes de marcharse, le entrega media punta de flecha.
Cuando el tiempo vuelve a la normalidad, Tommy y sus compañeros se convertirán en los Zeo Rangers. Tommy adquiere los poderes del Zeo Ranger V Red, manteniéndose como líder del equipo, y deberán enfrentarse contra el nuevo Imperio de las Máquinas que amenaza la Tierra. Es en esta época cuando Kimberly, que vive en París, decide romper la relación con él por carta. Poco a poco, y tras superar la tristeza, será Kat quien acabe acercándose a él. Tommy acabará conociendo, tras un viaje espiritual, a David, su hermano gemelo perdido (interpretado por Eric Frank el hermano en la vida real de Jason David Frank), que tiene la otra mitad de la flecha que Tommy recibió durante su búsqueda del cristal Zeo.

### Power Rangers Turbo
Tommy y Kat reciben la tarea de salvar a un brujo de otro planeta de la pirata espacial Divatox. Como sus poderes Zeo no son suficientes para enfrentarse a la nueva villana, Tommy, junto a sus compañeros, recibe nuevos poderes para convertirse en Turbo Ranger. Tommy sigue siendo el líder, ahora como el Red Turbo Ranger. Después de la primera batalla, los Rangers se gradúan del instituto, y Tommy comienza a trabajar como probador de coches de competición. Cuando Zordon y Alpha 5 se marchan de vuelta a su planeta, y son reemplazados por Dimitria y Alpha 6, Dimitria juzga que los Rangers ya han cumplido con su misión y deben entregar sus poderes a una nueva generación de Rangers que asuma el poder en su lugar. Tommy escoge al recién llegado a Angel Grove T.J. Johnson por el valor que demostró cuando logró salvarle de las garras de Divatox, y así le entrega sus poderes, abandonando Angel Grove.

### Power Rangers Dino Thunder
Con el paso de los años, Tommy va a la universidad y se convierte en paleontólogo, ahora conocido como el Dr. Thomas Oliver. Tommy descubre unas gemas en su laboratorio, y marchará para trabajar como profesor de ciencias en un instituto. Tres de sus alumnos descubren por accidente las gemas y se convierten en los Power Rangers Dino Thunder. Por un tiempo, Tommy ejercerá como su mentor, hasta que encuentre una gema propia que le permita volver a convertirse en Ranger una vez más.